# Fontaine Gaillon

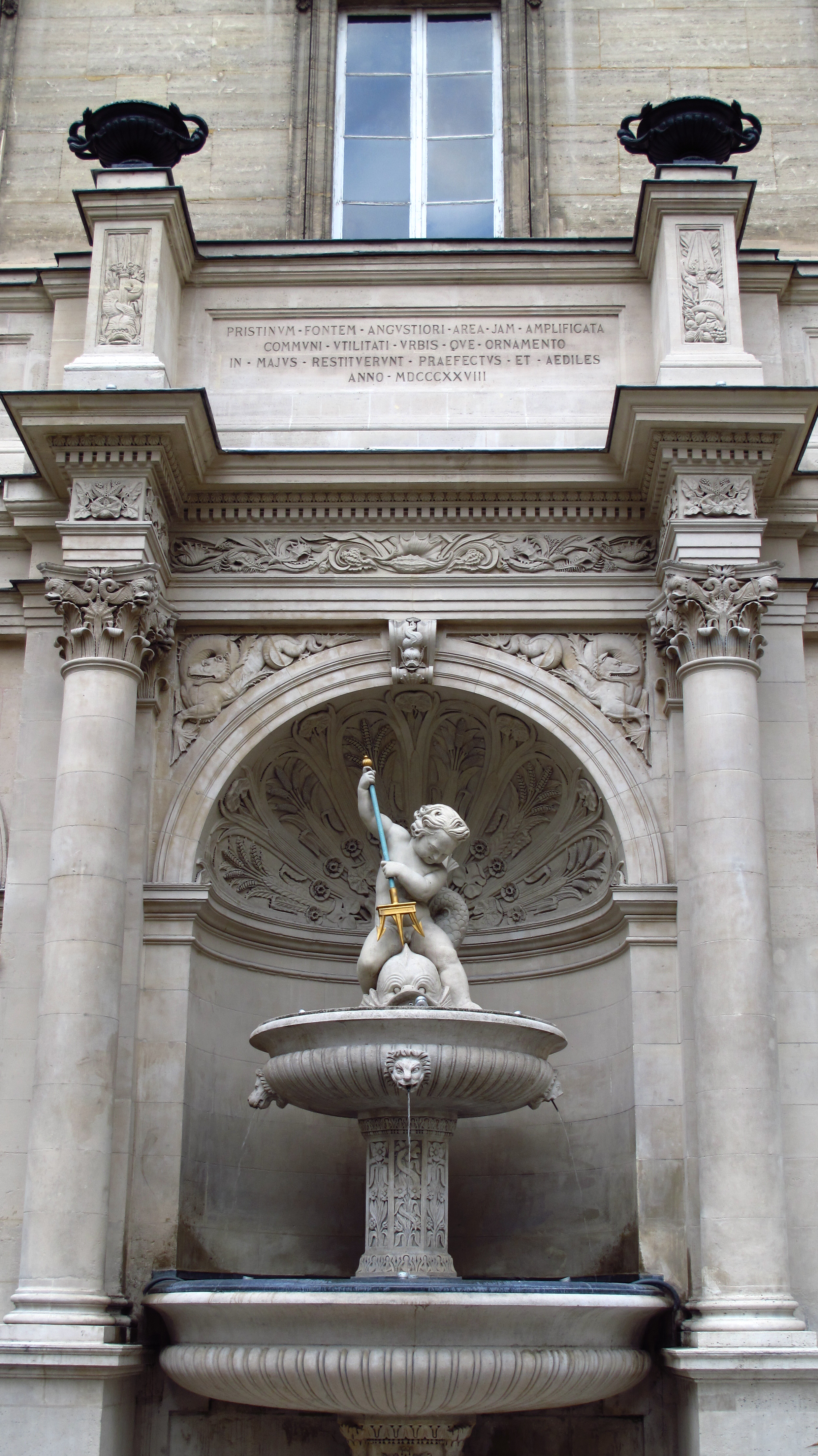
Brunnen mit Triton

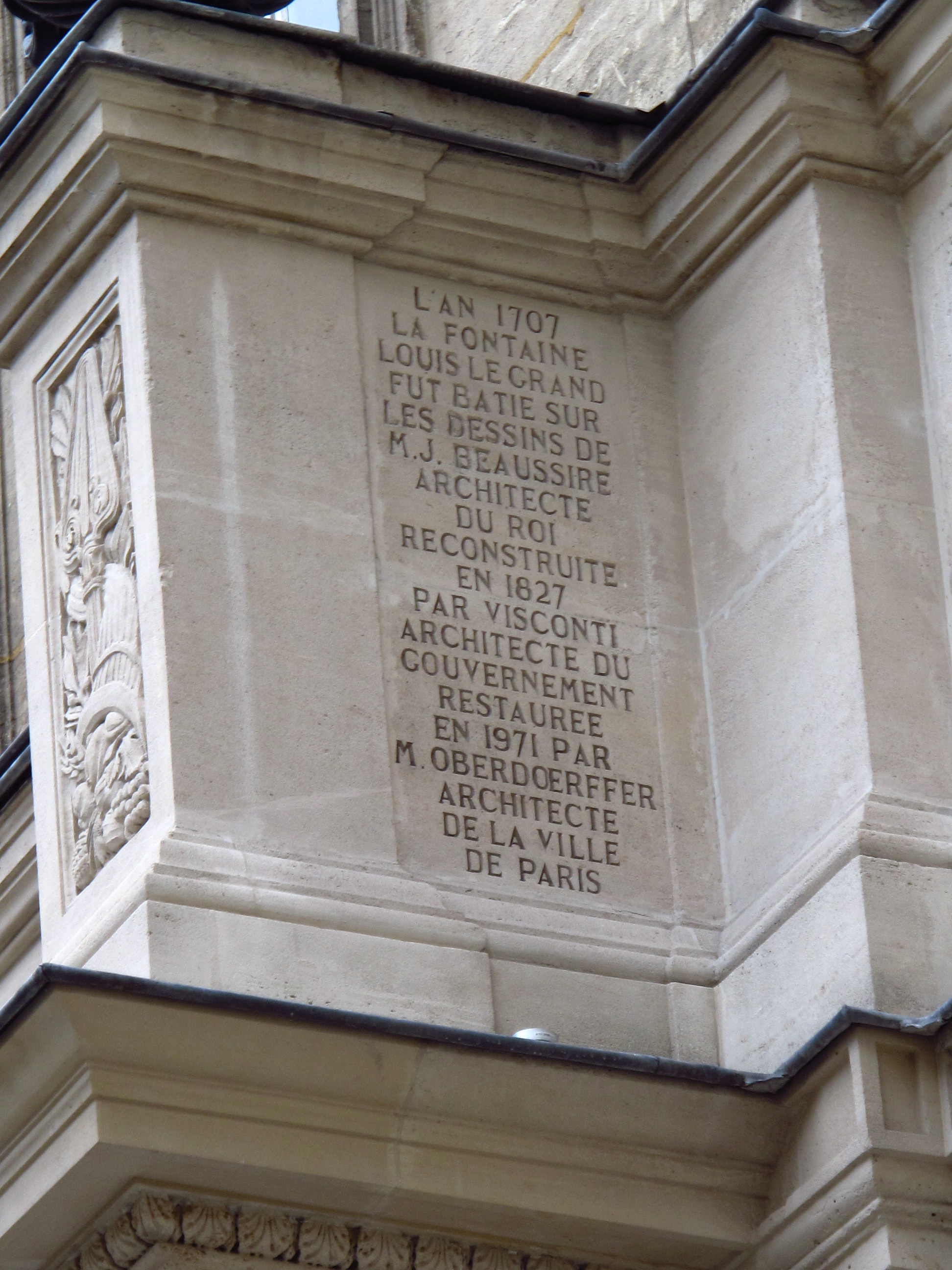
Inschrift zur Geschichte des Brunnens

Die Fontaine Gaillon ist ein Brunnen an einem Haus der Place Gaillon. Der Brunnen im 2. Arrondissement von Paris ist seit 1925 als Baudenkmal (Monument historique) geschützt.

## Geschichte
Der Brunnen wurde 1827 nach Plänen des Architekten Louis Visconti errichtet. An gleicher Stelle befand sich zuvor ein 1707 erbauter Brunnen von Jean Beausire. Die Skulptur wurde von Georges Jacquot geschaffen; sie stellt den jungen Triton dar, wie er mit einem Dreizack einen Delphin sticht.